# French Lick Resort
French Lick resort est un complexe hôtelier composé de deux hôtels, de trois terrains de golf et d'un casino du comté d'Orange, dans l'État de l'Indiana.
Les hôtels sont nommés French Lick Springs hotel, situé à French Lick et West Baden Springs hotel, situé à West Baden Springs.
Ce resort est instauré par le groupe Cook (en) en 2005-2006 lors de l'acquisition du French Lick Springs hotel et de la licence de casino. Le groupe associe alors le casino, les hôtels, ainsi que les golfs originaux après de grands travaux de restauration,.

## French Lick Springs hotel

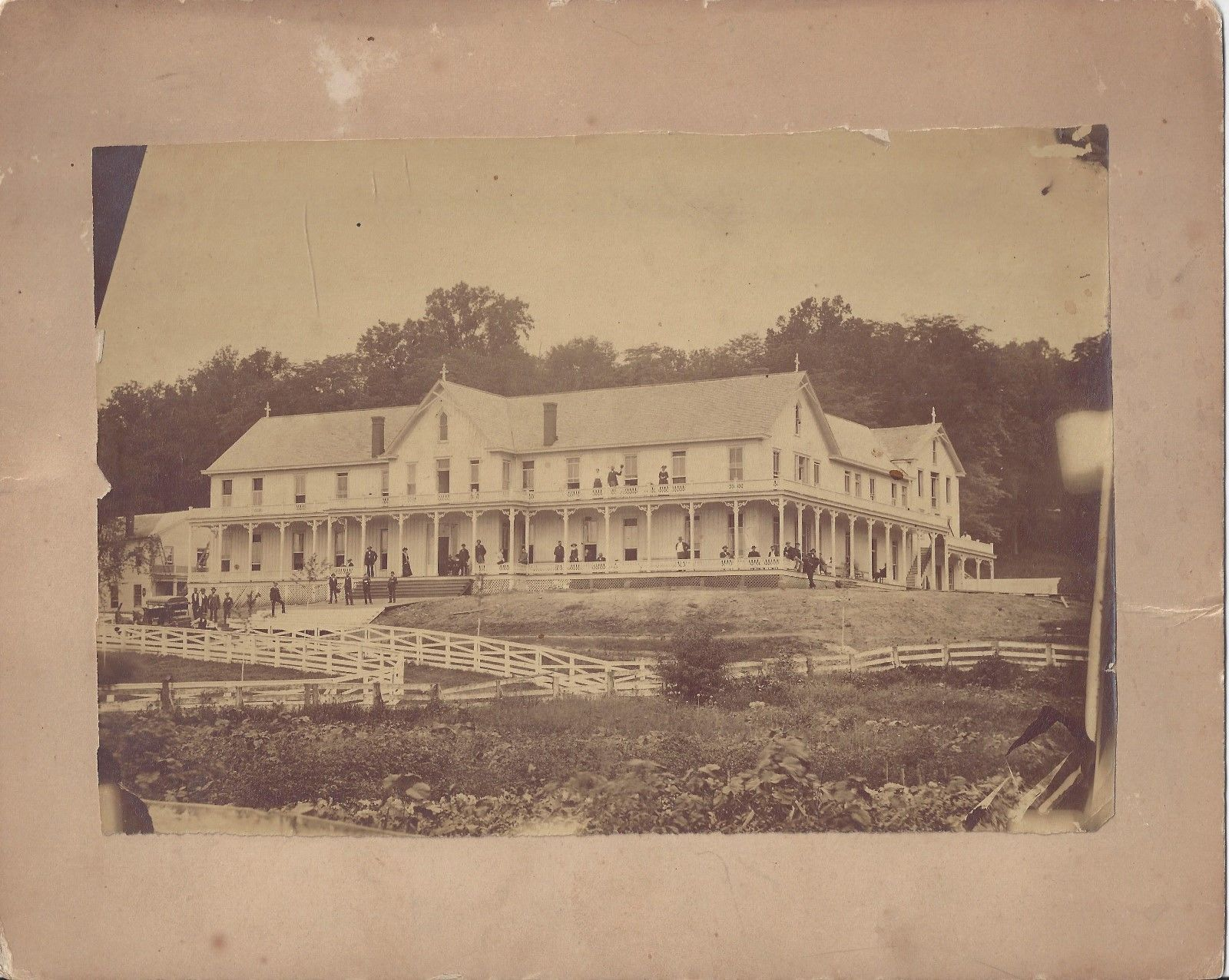
L'hôtel dans les années 1880.

L'hôtel historique French Lick Springs hotel est créé vers 1845 par William A. Bowles sur sa propriété dans le but de profiter des propriétés curatives annoncées des sources de soufre de la ville. Trois sources sont présentes sur son terrain et il souhaite profiter de leur notoriété pour attirer des clients. Le succès est au rendez-vous et l'hôtel s'agrandit au fil des propriétaires successifs. L'hôtel brûle en 1897.
L'ancien maire d'Indianapolis Thomas Taggart reconstruit l'hôtel en plus grand en 1901 et lui puis son fils (à partir de 1924, mort de Thomas) l'exploitent jusqu'en 1946. Ils y développent des jeux récréatifs, notamment le golf, ainsi que les sources par la construction d'une usine d'embouteillage de l'eau de source, Pluto Water, connue pour ses propriétés laxatives. L'hôtel a également la réputation de proposer des jeux illégaux.
À partir de 1946, l'hôtel décline et change de propriétaire de nombreuses fois :
- 1946 vendu par Taggart Jr à un groupe d'investisseurs new-yorkais ;
- 1954 achat par le groupe Sheraton Hotels & Resorts ;
- 1979 par la Cox Hotel Corporation of New York ;
- 1986 par Kenwood Financial ;
- 1991 par la famille Luther James ;
- 1997 par Boykin Lodging ;
- 2005 par le groupe Cook, qui a créé le resort.

L'hôtel est inscrit au Registre national des lieux historiques en 2003 et rouvre ses portes en 2006, après des travaux d'envergure évalués à 500 millions $.

## West Baden Springs hotel

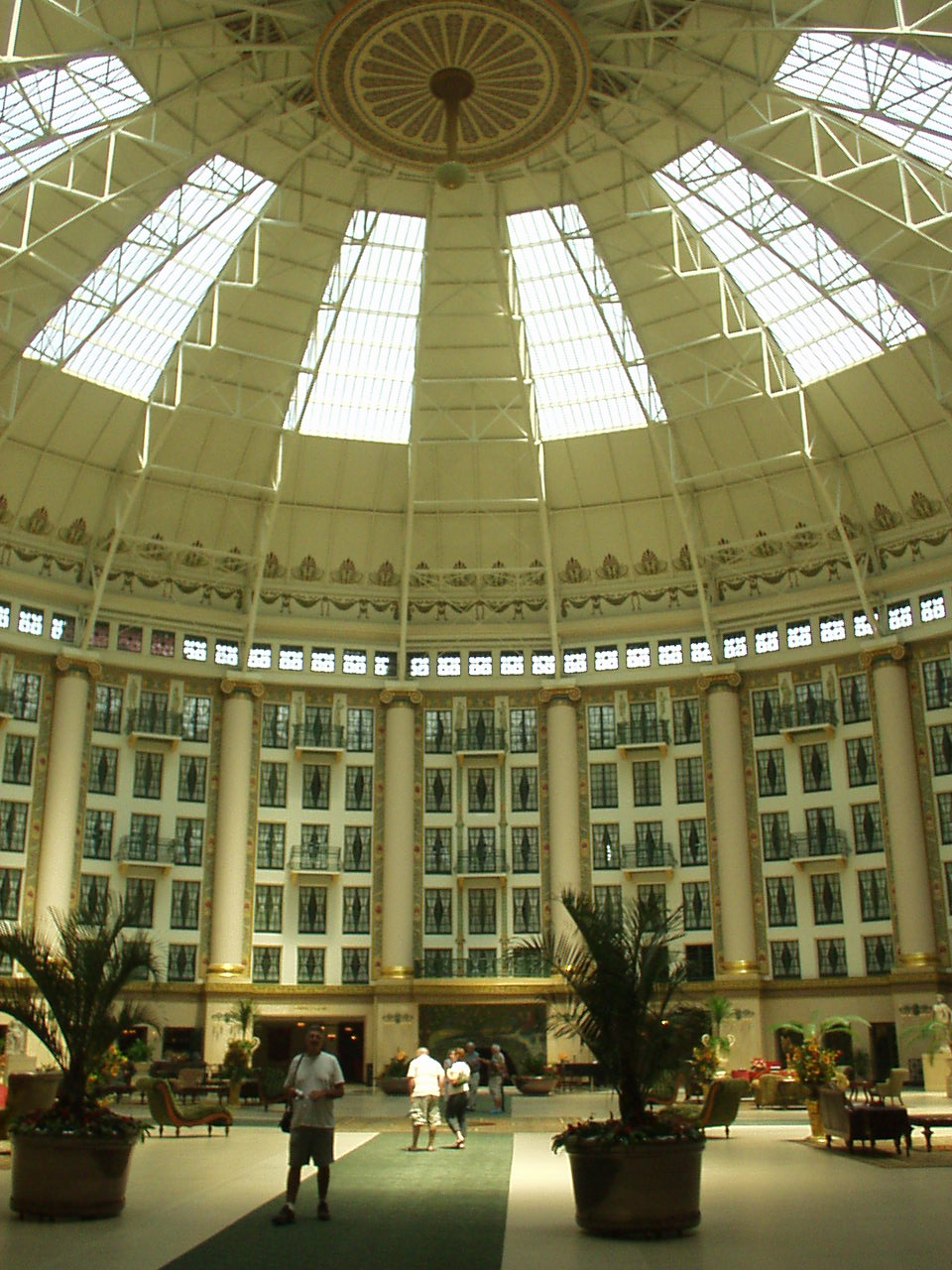
Intérieur du dôme de West Baden Spring hotel.

Le West Baden Spring hotel est construit en 1902 pour remplacer un ancien hôtel. Il est en particulier connu pour son dôme de 61 m couvrant l'atrium,. Ce dôme est resté le plus grand du monde de 1902 à 1913, détrôné par la halle du Centenaire de Wrocław, et le plus grand des États-Unis jusqu'en 1954, détrôné par le Bojangles' Coliseum de Charlotte. Il comporte 243 chambres. L'édifice est inscrit au Registre national des lieux historiques en 1974, au National Historic Landmark en 1987, et dans la liste des Historic Civil Engineering Landmarks en 2000.

## Golf
Thomas Toggart ouvre un golf modeste sur le terrain du French Lick Springs hotel. Vers 1907, il lui donne le statut de golf 18 trous en agrandissant à 49 hectares. L'architecture du terrain est attribuée à Tom Bendelow (en). Après l'acquisition de l'hôtel par le groupe Cook, ce golf est remis en état.
En 1917, l'architecte de terrain de golf et golfeur Donald Ross et ses associés créent un terrain de 18 trous à Hill Course. Ce terrain obtient sa taille définitive en 1920, avec 120 hectares. Il est situé à 3,2 km du French Lick Springs hotel.
En 1924, ce terrain accueille le championnat de la PGA,. De 1930 à 1950 environ, il accueille le Midwest Amateur. En 1959 et 1960, il accueille le LPGA Championship.
En 2006, à la suite de son intégration dans le resort par le groupe Cook, il est ramené à ses spécifications originales en coopération avec la société Donald Ross.
Le troisième golf est créé par l'architecte Pete Dye (en) et inauguré en 2009. La maison historique de style colonial de Thomas Toggart, baptisée Mount Airie, construite en 1928, domine le terrain. Elle est transformée en club-house. Le terrain Pete Dye accueille le PGA Professional Championship (en) en 2010 et le Senior PGA Championship (en) en 2015.

## Casino
De 2003 à 2005, Boykin Lodging et le groupe Cook font un intense lobbying pour obtenir une licence de casino. La licence était initialement prévue pour un riverboat casino (en) de The Trump Organization, mais n'a finalement pas été octroyée. Elle échoit au French Lick Springs hotel en 2006, puis Bill Cook (en) rachète ses parts à Boykin Lodging pour fonder le French Lick resort.

## Productions

### Pluto Water

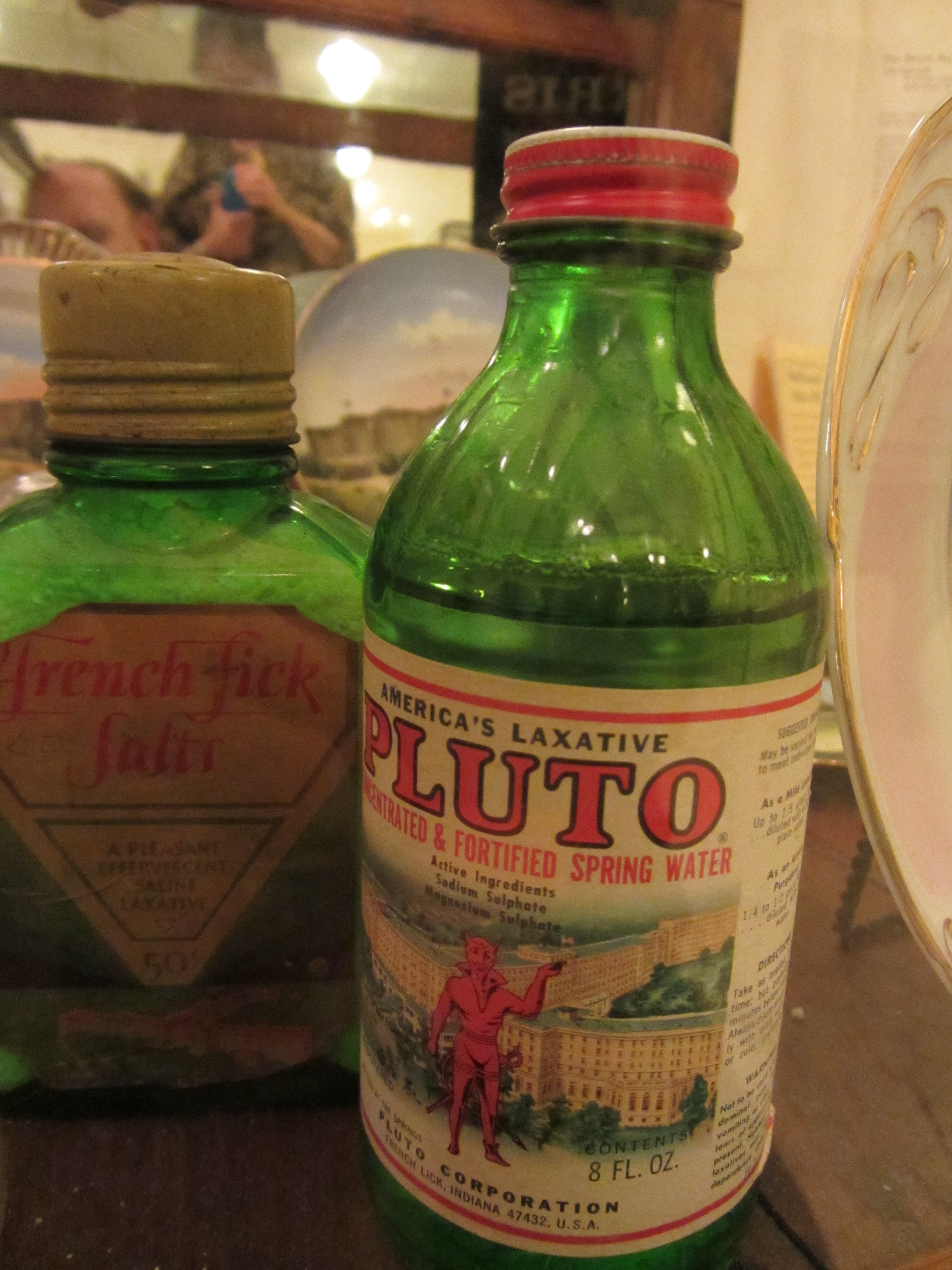
Bouteille ancienne de Pluto Water.

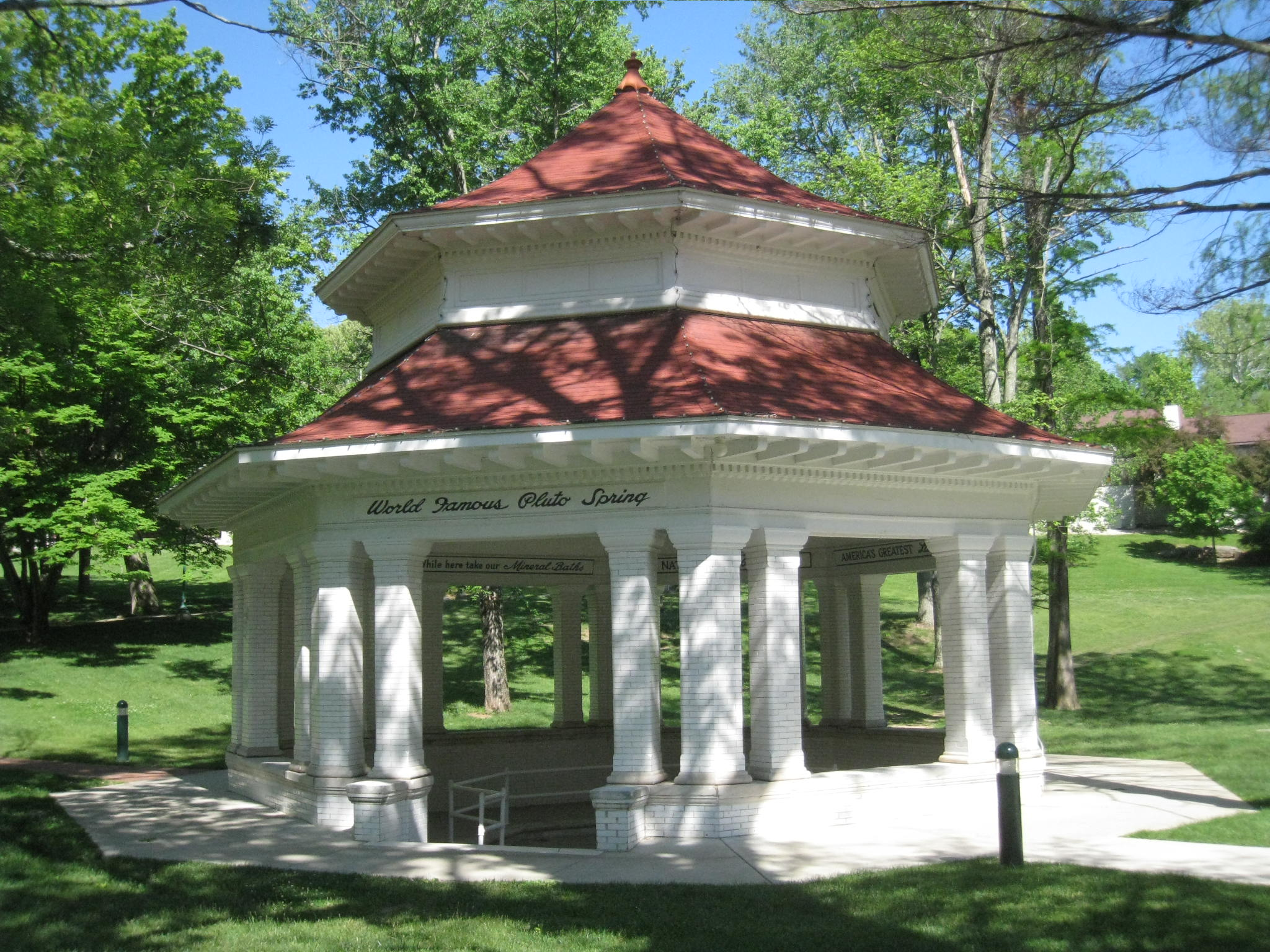
« World Famous Pluto Spring ».

Thomas Taggart dépose le nom Pluto Water et embouteille l'eau de la source sur le terrain de son hôtel. Cette eau est fortement chargée en sulfate de sodium et sulfate de magnésium, des minéraux naturels très laxatifs. Leur effet est revendiqué par la société de Taggart entre 30 min et 2 heures après ingestion. Cette eau était très populaire au début du siècle, avec par exemple, sur l'année 1919, 450 wagons de trains affrétés pour transporter la production de l'embouteilleur.
Quelques décennies plus tard, la présence de lithium dans l'eau de la source est découverte, ce qui amènera à l'arrêt de la production de Pluto Water en 1971. Le lithium est classifié comme substance utilisée dans le traitement des troubles bipolaires.

### Jus de tomate
Le jus de tomate aurait été inventé aux États-Unis en 1917, par Louis Perrin, chef du French Lick Springs hotel, pour faire face à un manque d'oranges pour préparer les jus d'orange de la clientèle du matin,.